# Лангельсхайм
Лангельсхайм (нем. Langelsheim) — город в Германии, в земле Нижняя Саксония.
Входит в состав района Гослар. Население составляет 12 232 человека (на 31 декабря 2010 года). Занимает площадь 48,72 км². Официальный код — 03 1 53 007.
Город подразделяется на 5 городских районов.

Лангельсхайм

| Год  | Население |
| ---- | --------- |
| 1990 | 13 646    |
| 1995 | 13 948    |
| 2000 | 13 741    |
| 2005 | 13 122    |